# تپه مله ولی
تپه مله ولی مربوط به دوران پیش از تاریخ ایران باستان است و در شهرستان هرسین، روستای مله ولی واقع شده و این اثر در تاریخ ۱۰ دی ۱۳۸۱ با شمارهٔ ثبت ۶۹۹۵ به‌عنوان یکی از آثار ملی ایران به ثبت رسیده است.